# Tachypeza pruinosa
Tachypeza pruinosa är en tvåvingeart som beskrevs av Daniel William Coquillett 1903. Tachypeza pruinosa ingår i släktet Tachypeza och familjen puckeldansflugor.
Artens utbredningsområde är Missouri. Inga underarter finns listade i Catalogue of Life.